# Hippuriphila mancula
Hippuriphila mancula är en skalbaggsart som först beskrevs av J. L. Leconte 1861.  Hippuriphila mancula ingår i släktet Hippuriphila och familjen bladbaggar. Inga underarter finns listade i Catalogue of Life.